# 新九品芝麻官
《新九品芝麻官》，香港剧名《栋笃状王》，是一部2005年首播的中国大陆古装公堂喜剧。该剧由浙江华新影视有限责任公司制作，香港导演温伟基、邓伟恩联合执导，并由黄子华、张默、黄圣依、苏永康、罗家英、韩雨芹等领衔主演。剧名虽借用自1994年上映的周星驰电影《九品芝麻官》，但仅背景相同，情节方面则毫无关联。全剧以清朝同治年间为背景，讲述了男主人公立志除暴安良、为民伸冤，在成为广东一名九品知县以后，智斗广东四大状师，并周旋于官场之间，最终在四大状师之一宋世杰的帮助下，成功揭发当朝大太监的罪证，赢得圣上垂青。
本剧于2004年9月在浙江横店影视城开机拍摄，同年12月初杀青关机。2005年9月26日，本剧在广东电视台珠江频道全国首播，2007年3月28日在江西卫视黄金档上星播出（不过由于不明原因，该剧于4月5日遭到撤播）。香港则于2006年2月27日在翡翠台首播该剧。
其姊妹作為1999年港劇《狀王宋世傑（貳）》，黃子華飾演與宋世傑對立的賴三，港劇版本則由好友張達明飾演宋世傑。

## 演員
括弧內爲香港版配音員
- 黃子華 飾 宋世傑
- 張　默 飾 陸小鳳（陳欣）
- 黃聖依 飾 展隨風（曾秀清）
- 蘇永康 飾 公孫安份
- 羅家英 飾 陸一儒
- 韓雨芹 飾 宋菲菲（鄭麗麗）
- 黃一飛 飾 段大人
- 牟鳳彬 飾 陳夢吉（潘文柏）
- 鍾　亮 飾 方唐鏡（李錦綸）
- Tae 飾 劉華東（蘇強文）
- 楊　昇 飾 駱山（張炳強）
- 潘　結 飾 李鬢
- 馬宗德 飾 洪立本（林保全）
- 呂　行 飾 皇帝（雷霆）
- 鮑逸琳 飾 巧兒（朱妙蘭）
- 李建義 飾 張玉奇（梁志達）
- 李丹霞 飾 自在（林雅婷）
- 張韾文 飾 飛花（張頌欣）

## 其他地區播放

### 香港
無綫電視翡翠台從2006年2月27日至4月7日逢週一至週五晚上22:05至23:05播出。

## 歌曲

### 主題曲(香港)
《知彼不知己》
主唱：黃子華
作曲：鄧志偉、譚天樂
作詞：陳詩慧、黃子華

### 片尾曲(內地)
《我願等》
主唱：蘇永康
作曲：林慕德
作詞：姚謙

## 收视
在香港無綫電視翡翠台播出時的收視：
| 週次 | 日期                  | 香港平均收視 | 广州AGB省网 | 广州AGB市网 | 广州AGB合计 |
| ---- | --------------------- | ------------ | ----------- | ----------- | ----------- |
| 1    | 2006年2月27日-3月3日  | 24點         |             |             |             |
| 2    | 2006年3月6日-3月10日  | 22點         | 3.6         | 4.2         | 7.8         |
| 3    | 2006年3月13日-3月17日 | 20點         |             | 4.6         |             |
| 4    | 2006年3月20日-3月24日 | 21點         |             | 4.4         |             |
| 5    | 2006年3月27日-3月31日 | 20點         | 3.5         | 4.5         | 8           |
| 6    | 2006年4月3日-4月7日   | 20點         | 3.7         | 4.4         | 8.1         |

## 外部鍵接
- 無綫電視官方網頁 - 棟篤狀王

## 作品的變遷
| 香港無綫電視翡翠台 星期一至五 22:00 - 23:00 | 香港無綫電視翡翠台 星期一至五 22:00 - 23:00 | 香港無綫電視翡翠台 星期一至五 22:00 - 23:00 |
| ------------------------------------------- | ------------------------------------------- | ------------------------------------------- |
|                                             | 棟篤狀王 （2006.02.27 - 2006.04.07）        |                                             |
| 覆雨翻雲 （2006.01.31 - 2006.02.25）        | 潮爆大狀 （2006.02.27 - 2006.04.28）        |                                             |